# Nakasu
Nakasu (中洲?) es una zona roja y turística ubicada entre el río Naka (那珂川 'Nakagawa'?) y el río Hakata (博多川 'Hakatagawa'?) en la ciudad de Fukuoka, prefectura de Fukuoka, Japón. Cuenta con el nombre de un popular, pero de corta duración zona de entretenimiento de Edo, que existió a finales del siglo XVIII. El nombre de "Nakasu" puede ser traducido del japonés como "la isla de en medio", esto es justificado por el hecho de que Nakasu es una isla entre dos ríos.

## Información general
Nakasu es la zona roja más grande de la isla de Kyushu y la segunda más grande del oeste de Japón, después de Tobita Shinchi en Osaka. Nakasu es un popular centro de diversiones principalmente para adultos, el número de restaurantes, centros nocturnos y establecimientos dedicados a la industria del sexo en Nakasu es de aproximadamente 3,500. Más de 60,000 personas visitan Nakasu cada noche.  Algunas características notables son el escenario de las luces de anuncios panorámicos vistos desde el puente de Fukuhaku Deai (福博であい橋) ,  y las tiendas Yatai a lo largo del río Naka. Cada vez que el equipo de baseball local Fukuoka SoftBank Hawks gana el campeonato, los seguidores se pasean por el puente Fukuhaku Deai festejando. La estación de metro más cercana de Nakasu es la estación Nakasu-Kawabata del Metro de Fukuoka.

## Historia

Escena nocturna de Nakasu

En 1600, Kuroda Nagamasa, un daimyo de Fukuoka-Han de esa época, fundó Nakasu para establecer una conexión entre las actuales localidades de Chūō-ku y Hakata-ku construyendo dos puentes sobre dos ríos en el banco de arena: los puentes Higashi Nakajima y el Nishi Nakajima (actualmente es la calle Shōwa). Actualmente Nakasu tiene un total de 18 puentes, 7 de ellos fueron construidos del lado de la localidad Chūō-ku, y 11 del lado de la localidad Hakata-ku.
Después del establecimiento del complejo comercial llamado Canal City Hakata en el vecino distrito de Sumiyoshi en 1996, las áreas de Tenjin, Nakasu, y la estación de Hakata, las cuales están localizadas entre el distrito de Tenjin y Canal City Hakata fueron unificadas. El desarrollo de la unificación con el adyacente distrito de Kawabata se encuentra en progreso.